# Alternaria steviae
Alternaria steviae är en svampart som beskrevs av Ishiba, T. Yokoy. & Tani 1982. Alternaria steviae ingår i släktet Alternaria och familjen Pleosporaceae.   Inga underarter finns listade i Catalogue of Life.